# N116 (België)
De N116 is een gewestweg in de Belgische provincie Antwerpen. De weg verbindt Antwerpen met Nijlen.

## Traject
De N116 loopt vanaf de N12 Turnhoutsebaan in Borgerhout naar het oosten. Eerst gaat de weg onder de spoorlijn 27A (ook wel het ringspoor genoemd), daarna wordt de R10 Binnensingel gekruist en daarna loopt de N116 via de Stenenbrug over de Ring van Antwerpen. Na de kruising met de R11 tussen Borsbeek en Wommelgem loopt de N116 door de dorpskernen van Ranst en Broechem, om via een klein stukje van de N14 via een brug over het Netekanaal en de Kleine Nete in Nijlen aan te sluiten op de N13. De weg heeft een totale lengte van ongeveer 19 kilometer.

## Plaatsen langs de N116
- Borgerhout
- Deurne
- Wommelgem
- Ranst
- Broechem
- Viersel
- Nijlen

## N116a
De N116a is een verbindingsweg in Antwerpen. De weg verbindt de N116 ter hoogte van de tramhalte Mestputteke met de N116 ter hoogte van de tramhalte Silsburg.
De totale lengte van de N116a bedraagt 1,9 kilometer.

### Traject
Deze verbindingsweg volgt het oude tracé van de weg vanuit Antwerpen naar Herentals. Vandaar dat deze gewestweg nog steeds als straatnaam Herentalsebaan draagt. Het nieuwe tracé van de N116 ligt iets noordelijker en volgt de Boterlaarbaan en Van Strydoncklaan. Het eindpunt van de N116a is tevens het eindpunt van tramlijn 4 en tramlijn 24.